# Pablo Metlich
Pablo Arturo Metlich Ruíz (Gómez Palacio, Durango, México, 2 de septiembre de 1978) es un exjugador de fútbol mexicano que jugó para algunos clubes mexicanos, mayormente en el Ascenso MX.

## Trayectoria
Metlich debutó profesionalmente en el 2002 con los Tecos de la UAG. Se caracteriza por ser un jugador desequilibrarte en la media cancha, y su potente disparo de zurda, en su debut tardío a los 24 años de edad demostró su calidad para jugar en primera división, jugó 12 temporadas con los Tecos de la UAG en su mayoría como suplente, en las últimas temporadas jugaba con el equipo filial aunque seguía registrado en la primera división, paso a Lobos de la BUAP donde encontró regularidad y comenzó hacer importante en el accionar del equipo hecho por el cual recibió el gafete de capitán en su segunda temporada.
Sus máximos goles por partido han sido de 3 realizados por primera vez con el equipo Tiburones Rojos de Veracruz vs Correcaminos UAT dejando sin liguilla a los Corre.

## Clubes
| Club                        | País   | Año       |
| --------------------------- | ------ | --------- |
| Tecos de la UAG             | México | 2002-2009 |
| Lobos de la BUAP            | México | 2009-2011 |
| Indios de Ciudad Juárez     | México | 2011      |
| Tiburones Rojos de Veracruz | México | 2012-2013 |
| Atlético San Luis           | México | 2013-2015 |
| Fútbol Club Juárez          | México | 2015-2016 |